# Curt Miller
Curt Miller (Girard, 5 ottobre 1968) è un allenatore di pallacanestro e dirigente sportivo statunitense, professionista nella WNBA.

## Carriera
Il 21 ottobre 2022 è stato assunto come allenatore delle Los Angeles Sparks.

## Palmarès
- 2 volte WNBA Coach of the Year (2017, 2021)